# Марек Родак
Марек Родак (слч. Marek Rodák, Кошице, 13. децембар 1996) је словачки фудбалер који тренутно наступа за Фулам. Игра на позицији голмана.

## Успеси
Фулам
- Чемпионшип (1) : 2021/22.[4]